# 圣洛朗迪普朗
圣洛朗迪普朗（法語：Saint-Laurent-du-Plan，法語發音：[sɛ̃ loʁɑ̃ dy plɑ̃]）是法国吉伦特省的一个市镇，属于朗贡区。

## 地理
圣洛朗迪普朗（44°37'25"N, 0°7'5"W）面积2.39 平方千米，位于法国新阿基坦大区吉倫特省，该省份为法国西南部沿海省份，是法國本土面积最大的省，北起滨海夏朗德省，西临大西洋，南至朗德省，东南接洛特-加龍省，东临多爾多涅省。
与圣洛朗迪普朗接壤的市镇（或旧市镇、城区）包括：圣埃克叙佩里、莫里泽斯、圣富瓦拉隆格、圣洛朗迪布瓦。

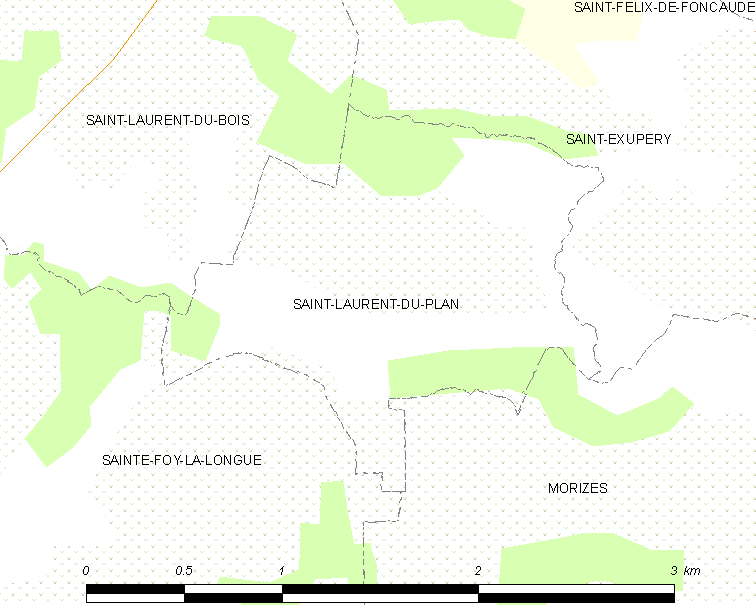
圣洛朗迪普朗的OSM定位图

圣洛朗迪普朗的时区为UTC+01:00、UTC+02:00（夏令时）。

## 行政
圣洛朗迪普朗的邮政编码为33190，INSEE市镇编码为33428。

## 政治
圣洛朗迪普朗所属的省级选区为海间县。

## 人口

1962-2008年间圣洛朗迪普朗人口变化图示

圣洛朗迪普朗于2022年1月1日时的人口数量为82人。